# Độc Lập, thành phố Hòa Bình
Độc Lập là một xã thuộc thành phố Hòa Bình, tỉnh Hòa Bình, Việt Nam.

## Địa lý
Xã Độc Lập nằm ở phía đông thành phố Hòa Bình, có vị trí địa lý:
- Phía đông giáp huyện Kim Bôi và huyện Lương Sơn
- Phía tây giáp các phường Dân Chủ, Quỳnh Lâm, Trung Minh và Kỳ Sơn
- Phía nam giáp huyện Kim Bôi và phường Thống Nhất
- Phía bắc giáp xã Mông Hóa.

Xã Độc Lập có diện tích 37,48 km², dân số năm 2018 là 2.715 người, mật độ dân số đạt 72 người/km².

## Lịch sử
Trước đây, xã Độc Lập thuộc huyện Kỳ Sơn, tỉnh Hòa Bình, được thành lập vào tháng 6 năm 1955 trên cơ sở một phần diện tích và dân số của xã Quỳnh Lâm cũ.
Năm 2018, xã Độc Lập có diện tích 31,53 km², dân số là 1.985 người, mật độ dân số đạt 63 người/km².
Ngày 17 tháng 12 năm 2019, Ủy ban Thường vụ Quốc hội ban hành Nghị quyết số 830/NQ-UBTVQH14 về việc sắp xếp các đơn vị hành chính cấp huyện, cấp xã thuộc tỉnh Hòa Bình (nghị quyết có hiệu lực từ ngày 1 tháng 1 năm 2020). Theo đó:
- Sáp nhập toàn bộ diện tích và dân số của huyện Kỳ Sơn vào thành phố Hòa Bình
- Sáp nhập 5,95 km² diện tích tự nhiên và 730 người của xã Dân Hạ vừa giải thể (gồm toàn bộ xóm Mường Dao) vào xã Độc Lập.

Sau khi điều chỉnh, xã Độc Lập có 37,48 km² diện tích tự nhiên, dân số là 2.715 người.